# 응오 왕조

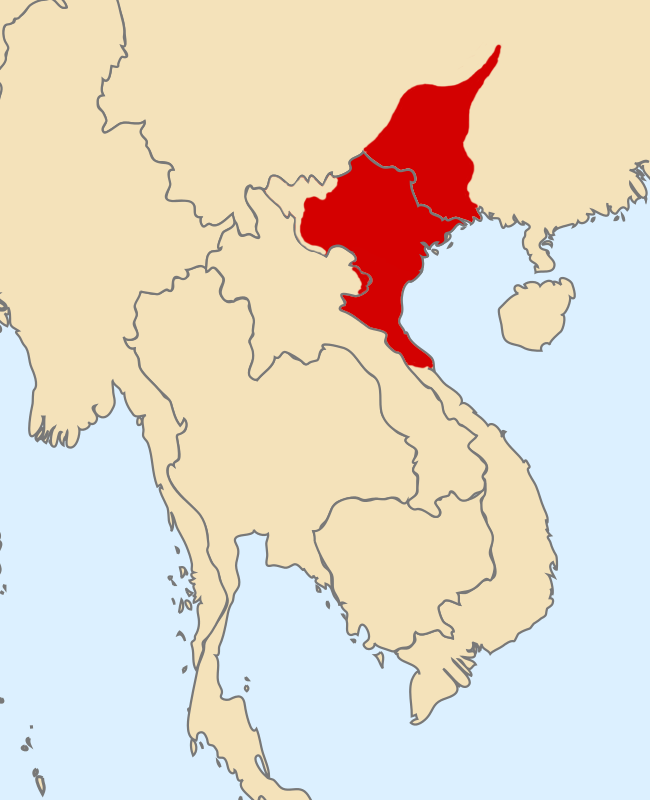
吳朝

응오 왕조(베트남어: Nhà Ngô / 吳朝 오조)는 당나라 멸망 후의 혼란스런 오대십국의 상황에서 오랜 중국 통치에서 벗어나 응오 꾸옌(베트남어: Ngô Quyền / 吳權 오권)이 베트남 최초의 왕조를 세운 나라이다. 
930년 경 응오 꾸옌이 봉기했을 때, 북베트남 지역에는 중국 정부가 직접 관할하는 교지군이 설치되어 있었다. 홍강 계곡의 쟈오치의 성주는 매년 중국에 공물을 바쳐야 했다. 900년 대 초기에 당나라가 역병과 오대 십국의 내전으로 권력이 약해지고 결국 멸망하자, 북베트남의 통치는 느슨해지게 되었다. 즈응지엔응에(베트남어: Dương Đình Nghệ / 楊延藝, 양연예)가 봉기한 것도 바로 이 시기였다. 응오꾸옌은 즈엉지엔응에(베트남어: Dương Đình Nghệ, 楊廷藝, 양연예)의 예하에서 용감하게 싸워, 그에게 신뢰를 얻고 딸에게 장가를 간다. 남한 군을 격퇴한 후에 응오꾸옌은 즈엉지엔응에로부터 자사의 자리를 얻어 애주(타인호아성)를 다스렸다. 즈엉지엔응에가 끼에우꽁띠엔(베트남어: Kiều Công Tiễn / 矯公羨, 교공선)에게 살해당하자, 응오꾸옌은 937년 12월에 애주에서 군사를 일으켜 끼에우꽁띠엔을 토벌했다. 끼에우꽁띠엔이 남한에 구원을 요청하자, 남한은 만왕 유홍조를 절도사로 임명하고, 군사를 보내 끼에우꽁띠엔을 구원하였다. 유홍조는 수군을 인솔해 베트남에 침공했지만, 이때 벌써 끼에우꽁띠엔은 응오꾸옌에게 살해당한 이후였다. 응오꾸옌은 유홍조의 침공을 바익 당강(베트남어: Bạch Đằng / 白藤江, 백등강) 전투에서 승리하여 중국 세력을 몰아내었다. 그 후, 응오꾸옌은 939년 왕위에 올랐다.
944년 응오꾸옌이 사망하였다. 두 명의 아들인 응오쓰엉응업(베트남어: Ngô Xương Ngập / 吳昌岌, 오창급)과 응오쓰엉반(베트남어: Ngô Xương Văn / 吳昌文, 오창문)은 아직 어려, 중앙의 정권을 지키기 위한 권력을 가지고 있지 않았다. 그리하여 외삼촌인 즈엉땀카(베트남어: Dương Tam Kha / 楊三哥, 양삼가)가 왕위를 찬탈해, 평왕을 자칭했다. 그 때문에 응오쓰엉응업은 도피 생활을 하는 신세로 전락하고, 각 당파가 도처로 흩어져 나라는 불안정한 상태가 되었다.
950년 응오쓰엉반은 지방 세력의 지지를 얻어 즈엉땀카를 타도하고, 왕위를 회복한다. 그리하여 형 응오쓰엉응업을 불러 왕위를 잇게 하였다. 959년 왕위에 오른 지 9년 만에 형은 응오쓰엉응업이 사망을 하고, 다시 왕위를 이은 응오쓰엉반이 965년 사망하면서, 군웅 할거 세력인 지방의 토호의 발호가 다시 시작된다. 응오 왕조는 열 두 장군이 각 지방을 점거해 서로 싸우는 12 사군의 난(967년)으로 불린 극심한 혼란 상태에 빠지게 된다.

## 역대 군주
| 대수 | 시호           | 휘                                                                                | 재위 기간     |
| ---- | -------------- | --------------------------------------------------------------------------------- | ------------- |
| 1    | 전오왕(前吳王) | 응오꾸옌(베트남어: Ngô Quyền / 吳權 오권)                                         | 939년 ~ 944년 |
| 2    | 양평왕(楊平王) | 즈엉땀카(베트남어: Dương Tam Kha / 楊三哥 양삼가), 양소홍(楊紹洪), 양주장(楊主將) | 944년 ~ 950년 |
| 3    | 천책왕(天策王) | 응오쓰엉응업(베트남어: Ngô Xương Ngập / 吳昌岌 오창급)                            | 951년 ~ 959년 |
| 4    | 남진왕(南晉王) | 응오쓰엉반(베트남어: Ngô Xương Văn / 吳昌文 오창문)                               | 950년 ~ 965년 |
| 5    | 오대왕(吳代王) | 응오쓰엉씨(베트남어: Ngô Xương Xí / 吳昌熾 오창치)                                | 965년 ~ 968년 |